# 창원시 을
창원시 을은 대한민국의 옛 국회의원 선거구이다. 당시 경상남도 창원시의 일부 지역을 관할했다.

## 역사
대한민국 제14대 국회의원 선거를 앞두고 실시된 선거구 개편 과정에서 창원시 선거구가 창원시 갑, 창원시 을 선거구로 분구되면서 신설되었다. 신설 당시 반림동·반지동·대원동·내동·중앙동·가음정동·남산동·성가동·태남동·신촌동·삼귀동을 관할했다.
2010년 7월 1일을 기해 마산시, 창원시, 진해시가 통합되면서 통합 창원시가 출범했다. 또한 창원시에 구제가 실시되면서 창원시 을 선거구 관할 지역에 성산구가 신설되었다. 이에 대한민국 제19대 국회의원 선거를 앞두고 창원시 성산구 선거구로 개편되면서 폐지되었다.

## 역대 국회의원
| 선거   | 정당 | 정당       | 의원   |
| ------ | ---- | ---------- | ------ |
| 1992년 |      | 민주자유당 | 황낙주 |
| 1996년 |      | 신한국당   | 황낙주 |
| 2000년 |      | 한나라당   | 이주영 |
| 2004년 |      | 민주노동당 | 권영길 |
| 2008년 |      | 민주노동당 | 권영길 |

## 역대 선거 결과

### 대한민국 제14대 국회의원 선거
|  | 42.94% |

|  | 31.68% |

|  | 15.17% |

|  | 4.78% |

|  | 3.30% |

|  | 2.11% |

### 대한민국 제15대 국회의원 선거
|  | 36.29% |

|  | 26.02% |

|  | 16.19% |

|  | 6.18% |

|  | 6.14% |

|  | 5.02% |

|  | 2.91% |

|  | 1.21% |

### 대한민국 제16대 국회의원 선거
|  | 44.13% |

|  | 38.68% |

|  | 13.26% |

|  | 2.12% |

|  | 1.78% |

### 대한민국 제17대 국회의원 선거
|  | 49.80% |

|  | 37.80% |

|  | 12.38% |

### 대한민국 제18대 국회의원 선거
|  | 48.19% |

|  | 44.66% |

|  | 4.97% |

|  | 2.16% |

## 같이 보기
- 창원시의 국회의원